# Madeleine Mantock
Madeleine Mantock, född 26 maj 1990 i Nottingham, är en brittisk skådespelerska. Hon är känd för att spela rollen som Veil i AMC-serien Into the Badlands och Astrid Finch i The CW-serien The Tomorrow People. Åren 2018–2021 spelade hon rollen som Macy Vaughn i den andra The CW-serien Charmed (en reboot på TV-serien Förhäxad).

## Filmografi (i urval)

### Film
- 2014 – Edge of Tomorrow

### TV
- 2011–2012 – Casualty (TV-serie)
- 2013–2014 – The Tomorrow People (TV-serie)
- 2015–2017 – Into the Badlands (TV-serie)
- 2018–2021 – Charmed (TV-serie)